# Classe Spruance
Pour les articles homonymes, voir Spruance.
La classe Spruance est une classe de destroyers de l'US Navy construits à partir de 1972. Trente et une unités ont été construites, la dernière étant retirée du service en 2005. Leur mission principale était d'escorter les groupes aéronavals et de les protéger contre les sous-marins adverses.

## Histoire du programme

### Genèse de la classe Spruance

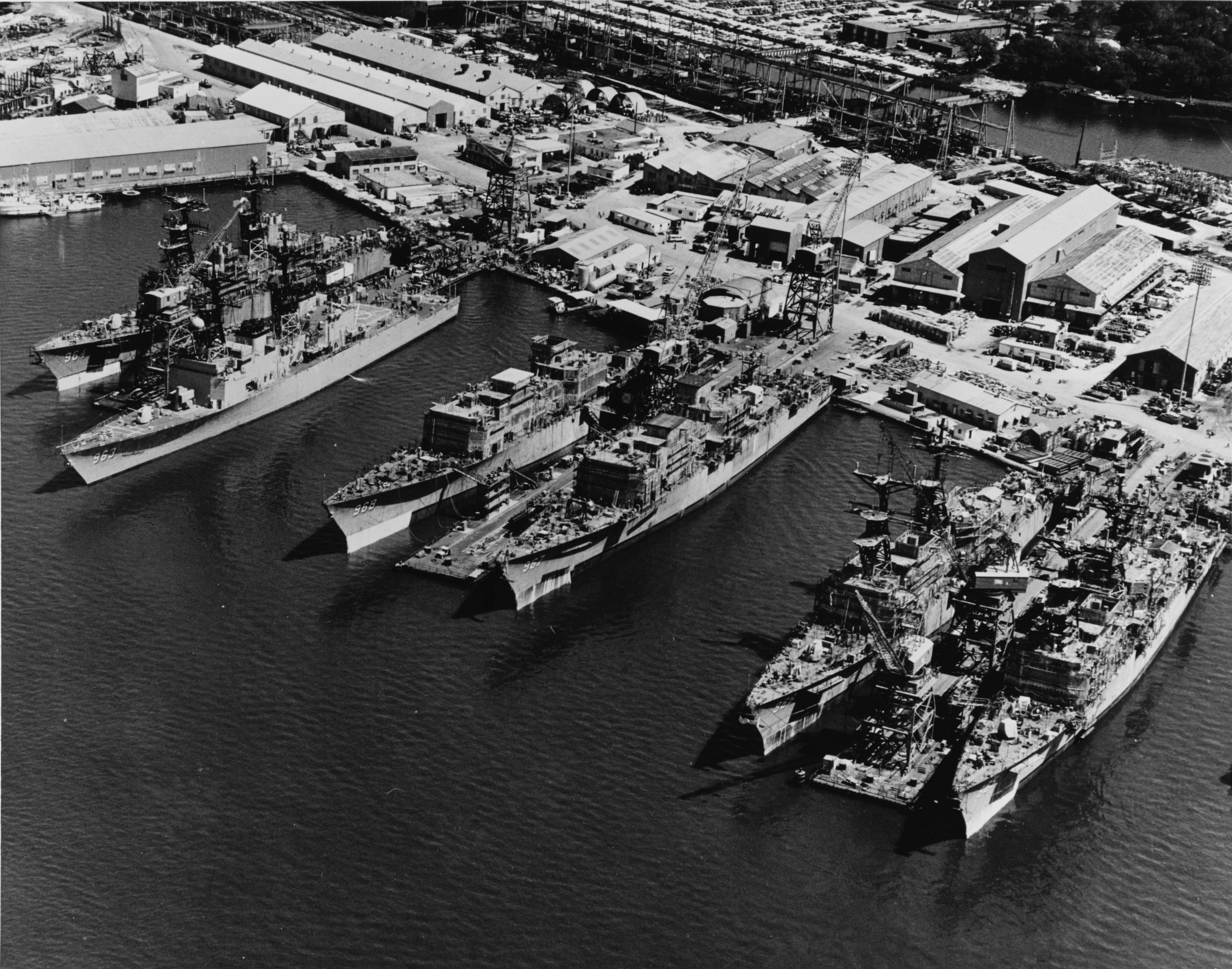
6 destroyers de la classe, au mouillage, à une jetée d'entretien a Pascagoula, Mississippi, en 1975.

À la fin des années 1960, l'US Navy cherche à se doter de nouveaux destroyers pour assurer la lutte anti-sous-marine au sein de ses groupes aéronavals. Les unités de l'époque, appartenant aux classes Allen M. Sumner et Gearing, mises en service à la fin de la Seconde Guerre mondiale, commencent à montrer des signes de fatigue en dépit des modernisations successives, et leur retrait était envisagé. Le projet initial est vivement combattu au Congrès, en raison du sous-armement prévu. Le Congrès se met néanmoins d'accord pour financer la construction de 30 unités sur les années fiscales 1970-1975, pour un montant d'environ 145 millions de dollars (valeur constante de 1980, 
450 millions actuels.). C'est le chantier naval Ingalls de Pascagoula (Mississippi) qui est chargé de construire les navires de la classe Spruance dessinés par le docteur Reuven Leopold, qui seront nommés d'après de grands noms de la Marine américaine. Le numéro de coque commencera par le préfixe DD, qui indique un destroyer, alors que l'armement embarqué autorisait aussi l'emploi du préfixe DDG indiquant un destroyer lance-missiles.
La construction en sections, une nouveauté pour le chantier naval, occasionne un retard de deux ans pour le programme. En 1979, une 31e unité est commandée.

### Modernisation du design initial
Au milieu des années 1980, les navires de la classe Spruance se virent dotés de lanceurs pour missile de croisière, ce qui leur donna une capacité supplémentaire de frappe vers la terre. En 1997, l'USS Arthur W. Radford (DD-968) fut doté d'une nouvelle mâture, prototype du Advanced Enclosed Mast/Sensor.

### Liste des navires
| Nom                   | Numéro de coque. | Mise en service– Retrait du service | Sort                                              | Lien |
| --------------------- | ---------------- | ----------------------------------- | ------------------------------------------------- | ---- |
| USS Spruance          | DD-963           | 1975–2005                           | Coulé lors d'un exercice                          |      |
| USS Paul F. Foster    | DD-964           | 1976–2003                           | Actif, en service sous le numéro de coque EDD-964 |      |
| USS Kinkaid           | DD-965           | 1976–2003                           | Coulé lors d'un exercice                          |      |
| USS Hewitt            | DD-966           | 1976–2001                           | En cours de démantèlement                         |      |
| USS Elliot            | DD-967           | 1977–2003                           | Coulé lors d'un exercice                          |      |
| USS Arthur W. Radford | DD-968           | 1977–2003                           | Sera coulé lors d'un exercice                     |      |
| USS Peterson          | DD-969           | 1977–2002                           | Coulé lors d'un exercice                          |      |
| USS Caron             | DD-970           | 1977–2001                           | Coulé lors d'un exercice                          |      |
| USS David R. Ray      | DD-971           | 1977–2002                           | Coulé lors d'un exercice                          |      |
| USS Oldendorf         | DD-972           | 1978–2003                           | Coulé lors d'un exercice                          |      |
| USS John Young        | DD-973           | 1978–2002                           | Coulé lors d'un exercice                          |      |
| USS Comte de Grasse   | DD-974           | 1978–1998                           | Coulé lors d'un exercice                          |      |
| USS O'Brien           | DD-975           | 1977–2004                           | Coulé lors d'un exercice                          |      |
| USS Merill            | DD-976           | 1978–1998                           | Coulé lors d'un exercice                          |      |
| USS Briscoe           | DD-977           | 1978–2003                           | Coulé lors d'un exercice                          |      |
| USS Stump             | DD-978           | 1978–2004                           | Coulé lors d'un exercice                          |      |
| USS Conolly           | DD-979           | 1978–1998                           | Coulé lors d'un exercice                          |      |
| USS Moosbrugger       | DD-980           | 1978–2000                           | En cours de démantèlement                         |      |
| USS John Hancock      | DD-981           | 1978–2000                           | En cours de démantèlement                         |      |
| USS Nicholson         | DD-982           | 1979–2002                           | Coulé lors d'un exercice                          |      |
| USS John Rodgers      | DD-983           | 1979–1998                           | En cours de démantèlement                         |      |
| USS Leftwich          | DD-984           | 1979–1998                           | Coulé lors d'un exercice                          |      |
| USS Cushing           | DD-985           | 1979–2005                           | Coulé lors d'un exercice                          |      |
| USS Harry W. Hill     | DD-986           | 1979–1998                           | Coulé lors d'un exercice                          |      |
| USS O'Bannon          | DD-987           | 1979–2005                           | Coulé lors d'un exercice                          |      |
| USS Thorn             | DD-988           | 1980–2004                           | Coulé lors d'un exercice                          |      |
| USS Deyo              | DD-989           | 1980–2003                           | Coulé lors d'un exercice                          |      |
| USS Ingersoll         | DD-990           | 1980–1998                           | Coulé lors d'un exercice                          |      |
| USS Fife              | DD-991           | 1980–2003                           | Coulé lors d'un exercice                          |      |
| USS Fletcher          | DD-992           | 1980–2004                           | Coulé lors d'un exercice                          |      |
| USS Hayler            | DD-997           | 1983–2003                           | Coulé lors d'un exercice                          |      |

## Caractéristiques

### Forme
La coque des Spruance mesurait 172 mètres de long pour 16,8 mètres de large. Le tirant d'eau était de 8,8 mètres. Son déplacement à pleine charge était de plus de 8 000 tonnes, tandis que son déplacement standard était d'un peu moins de 6 000 tonnes. Leur dessin de coque a servi de base pour les croiseurs de la classe Ticonderoga. Les volumineuses superstructures de ces bâtiments, et la verticalité de leurs parois, ne répondaient plus aux normes récentes visant à la furtivité électromagnétique.

### Propulsion
La propulsion des navires était assurée par quatre turbines à gaz de type General Electric LM2500, qui entraînaient deux arbres propulsifs. deux hélices d'un diamètre d'environ 4,5 mètres étaient en mesure de propulser le navire à 30 nœuds, avec une cavitation de 168 tours par minute. La propulsion par turbine à gaz fut choisie car moins demandeuse d'entretien et de personnel que la propulsion par turbine à vapeur. Elle présente en outre l'avantage d'être moins génératrice de bruit, rendant plus difficile la détection du destroyer par les sous-marins adverses. Une seule turbine en fonctionnement permettait d'atteindre 19 nœuds, deux turbines permettaient d'atteindre 27 nœuds. Les vitesses maximales étaient atteintes avec les quatre turbines.
Trois turbines à gaz plus petites de 6 mégawatts permettaient d'alimenter le navire en électricité.

### Armement

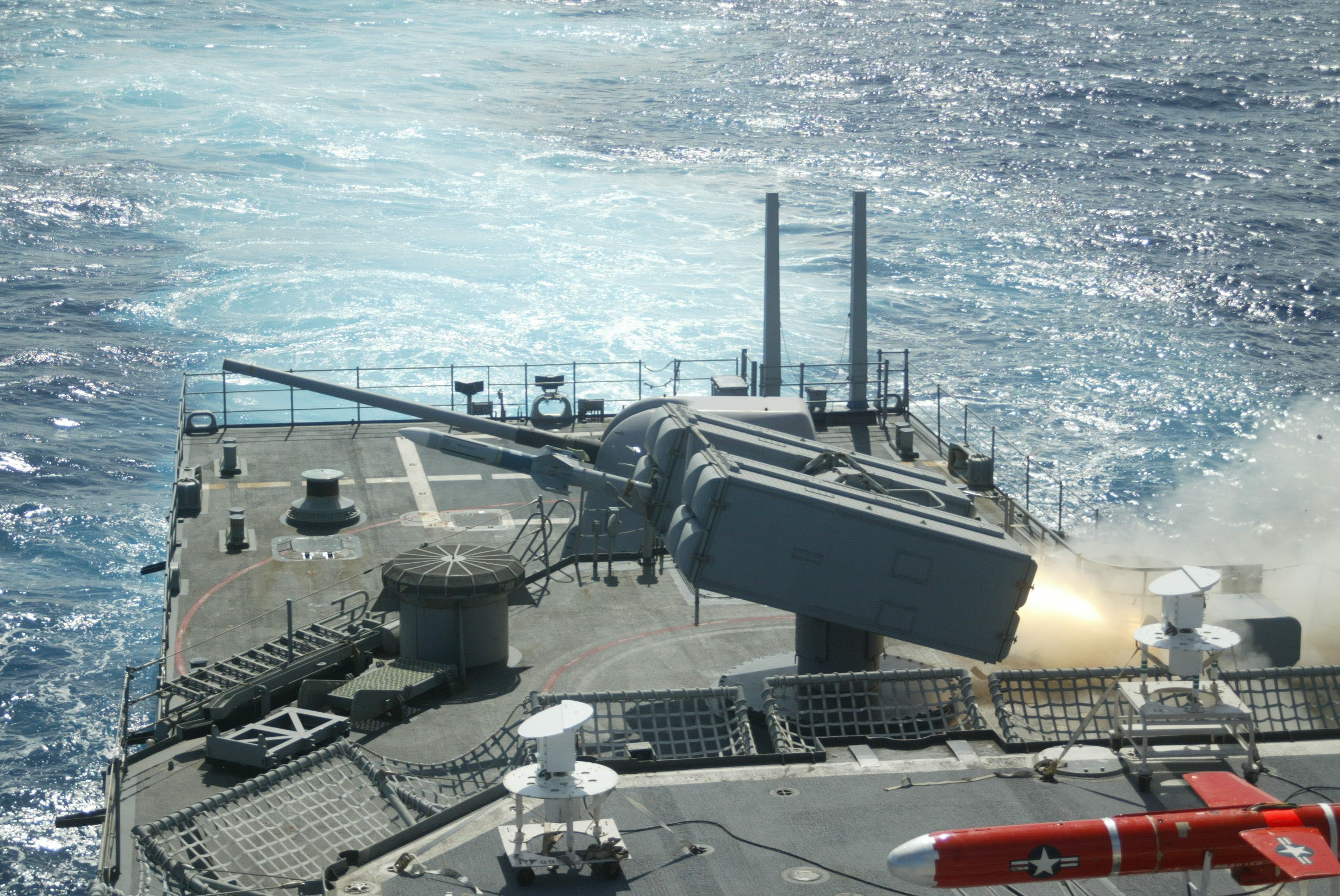
LUSS O'Brien lance un Sea Sparrow

La classe Spruance a été décriée car jugée sous-armée. Les navires étaient équipés de 2 canons Mark-45 de calibre 127 mm/54, d'une portée de 24 km contre des buts de surface, plus limitée contre des cibles aériennes. La cadence de tir était de 16 à 20 coups par minute. Chaque pièce disposait d'une réserve de 600 obus. Les destroyers étaient en outre équipés de 8 missiles antinavires AGM-84 Harpoon dans 2 lanceurs quadruples en section centrale du navire. À la poupe, se trouvait un lanceur Mark 29 pour 24 missiles antiaériens RIM-7 Sea Sparrow.

Tir d'un missile AGM-84 Harpoon à partir du USS Thorn DD-988.

Pour la lutte antisubmersibles, les navires disposaient de 2 tubes lance-torpilles pour torpilles légères Mark-46, avec une dotation de 18 torpilles et un lanceur Mark-112 pour les torpilles propulsées ASROC (8 en position de tir, 16 en magasin).
Au milieu des années 1980, 24 unités furent modernisées et équipées du système de lancement vertical Mark-41, qui contenait 45 missiles dont des missiles de croisière Tomahawk et 16 torpilles ASROC. Sur les 7 autres unités, le lanceur Mark-112 fut retiré et remplacé par 2 containers blindés Armored Box Launcher abritant chacun 4 missiles Tomahawk. Enfin, sur quelques unités, des systèmes Phalanx de défense ultime contre les missiles furent installés.

### Électronique
Le radar de recherche aérienne principal est le SPS-40 de Lockheed. Installé sur le mât arrière, il a une portée de 370 km environ. Le mât avant abrite quant à lui le SPS-55 de recherche de surface. Le SPQ-9A de Norden et le SPG-60 travaillent ensemble pour le guidage de la mise à feu des armements. 
Le sonar embarqué était le SQS-53, capable de fonctionner en mode actif ou passif. Il était complété par un sonar remorqué SQR-19. Leurs données étaient rassemblées et traitées par le système de lutte anti sous-marins SQQ-89. En cas de lancement d'une torpille, les destroyers de la classe Spruance étaient équipés de leurres remorqués SLQ-25 Nixie, capables d'imiter la signature acoustique du navire. 
Les navires étaient également dotés d'un système de guerre électronique AN/SLQ-32, capable d'effectuer des reconnaissances électroniques ou de brouiller les autodirecteurs des missiles ennemis. Pour se défendre d'une attaque, ils disposaient en outre de leurres Mark-36 SRBOC, pouvant projeter des fusées éclairantes ou des bandes métalliques.

### Installations aéronautiques
Les installations aéronautiques sont situées sous le pont arrière du navire. Elles peuvent accueillir 2 hélicoptères. À l'origine, ce fut le Kaman SH-2 Seasprite qui était embarqué. À partir de 1979, le SH-60 Seahawk entra progressivement en service et devint l'hélicoptère exclusif.

## Histoire opérationnelle

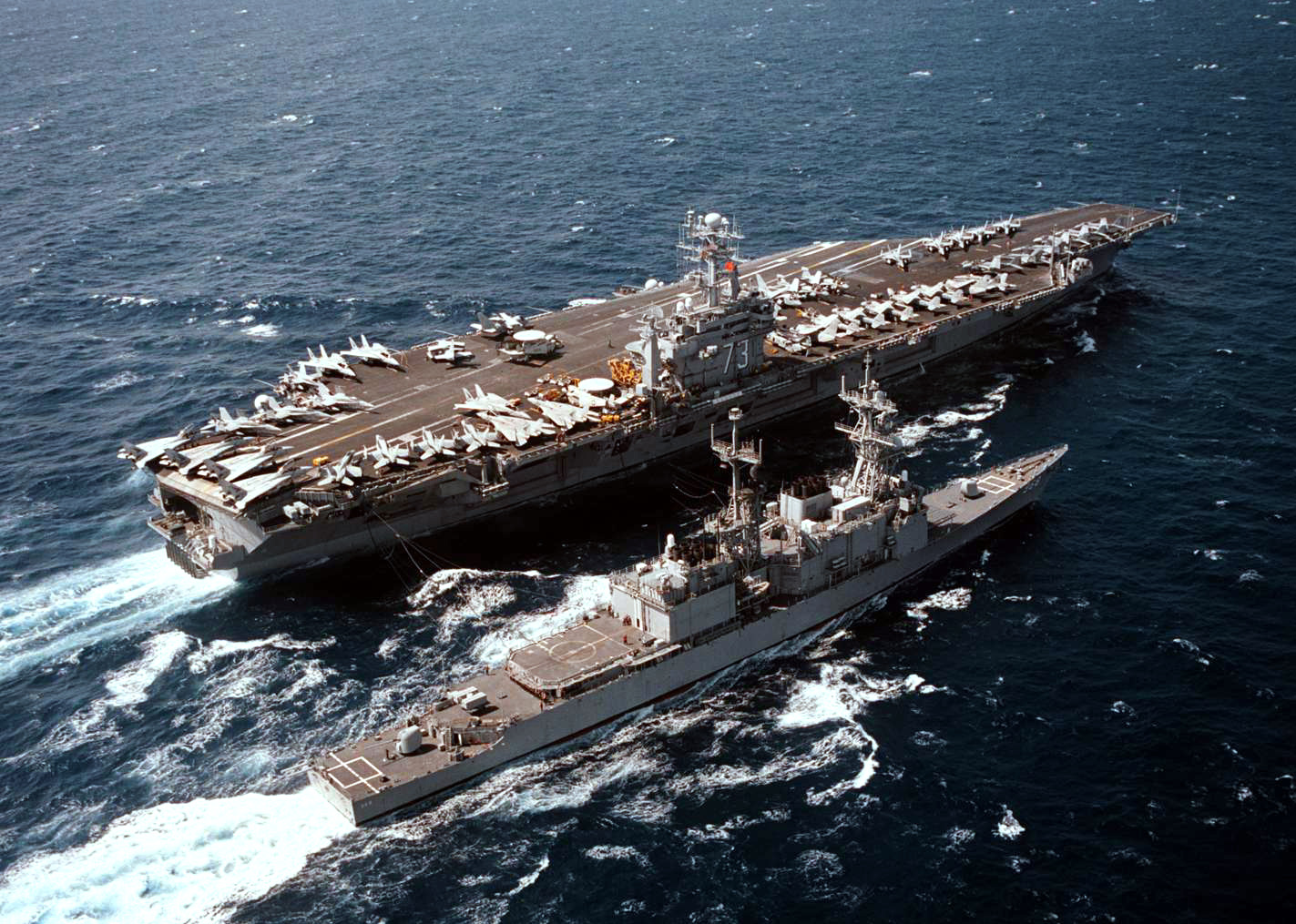
Le USS Arthur Radford avec le USS George Washington (CVN-73)

Les navires de la classe Spruance ont été engagés seuls ou dans le cadre d'un groupe aéronaval au cours de différents conflits: la guerre civile libanaise, la guerre du Golfe et l'opération liberté irakienne. Ils ont aussi été mis à contribution lors de la guerre en Afghanistan ou lors de la troisième crise du détroit de Taïwan en 1996.  Leurs missions étaient l'escorte de navires de haute valeur (porte-aéronefs), la mise en place et l'application d'un blocus naval (contrôle des navires), et la frappe de cibles terrestres.
Prévus pour durer trente ans, ce qui aurait amené à un démantèlement des navires jusqu'en 2019, s'ils avaient été modernisés et entretenus, la fin de carrière de la classe Spruance fut plus précipitée, notamment en raison du coût opérationnel, 35 millions de dollars en 1996. L'entrée en service des navires de la classe Arleigh Burke, plus polyvalents, contribua à accélérer le processus, le dernier navire de la classe Spruance, l'USS Cushing (DD-985) étant retiré du service le 21 septembre 2005.
Au cours de leur carrière, les navires de la classe Spruance ont connu de nombreux accidents. En 1989, par vent fort, l'USS Spruance (DD-963) s'échoue près des Bahamas, occasionnant une réparation d'un coût estimé à 1,4 million de dollars. La même année, dans le détroit de Malacca, l'USS Kinkaid (DD-965) entre en collision avec un cargo, provoquant un incendie à bord des deux navires, et la perte d'un marin du Kinkaid et des dégâts se montant à 15 millions de dollars. En 1999, l'USS Arthur W. Radford (DD-968) entra en collision avec un porte-conteneurs au large de la côte Est des États-Unis, provoquant un trou dans le côté tribord, et des dégâts sur le système de lancement vertical et un des canons (plus de 32 millions de dollars de réparations).

## Galerie d'images

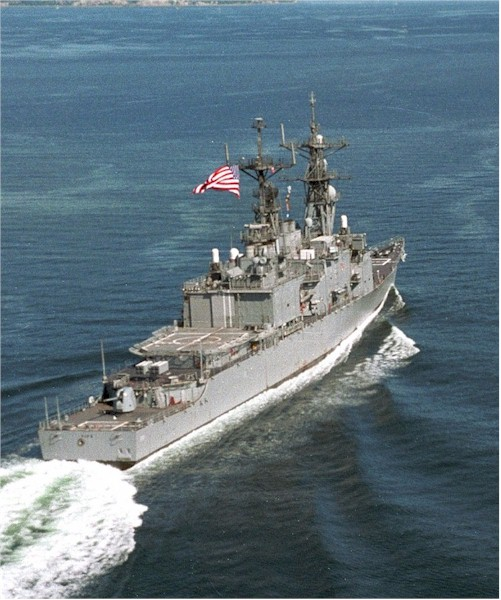
Vue bâbord du Fife
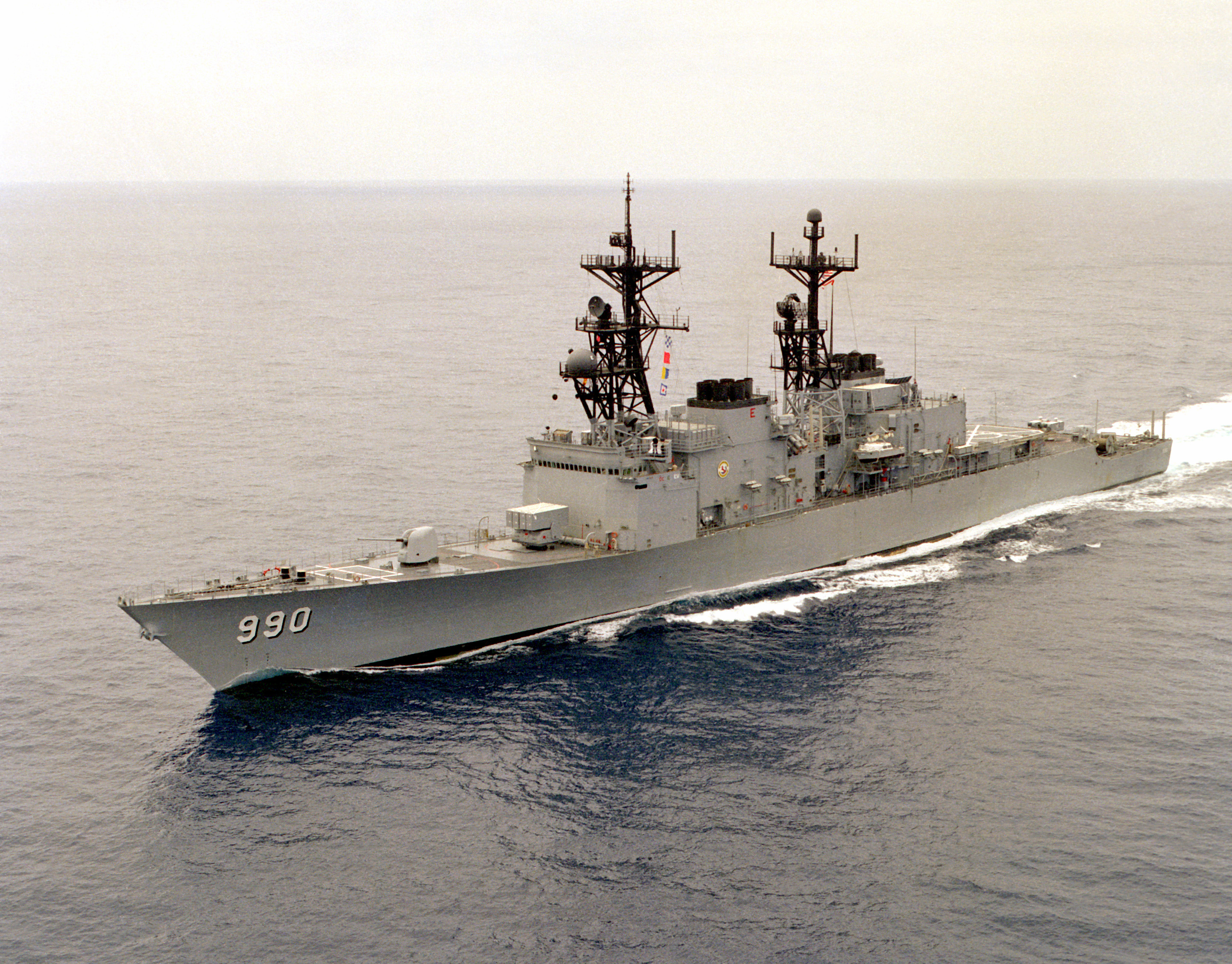
l'Ingersoll avec le lanceur ASROC à l'avant, comme prévu initialement
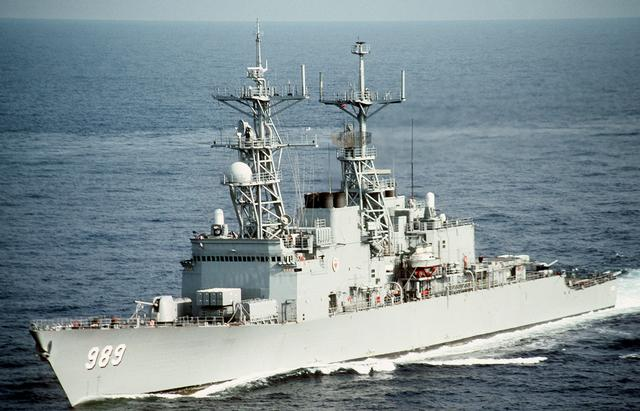
le Deyo avec le lanceur ASROC et les lanceurs blindés à l'avant.
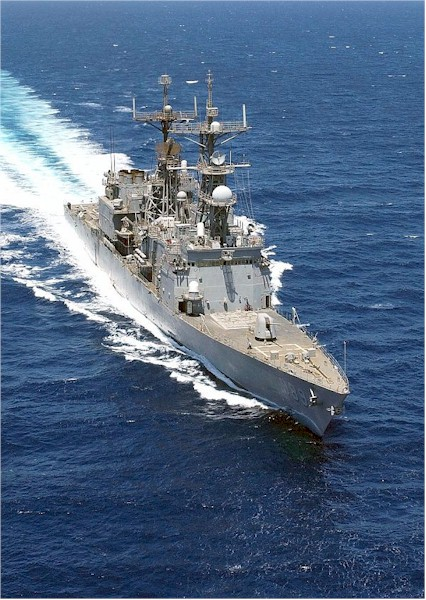
vue de la proue bâbord du Deyo, équipé de système à lancement vertical
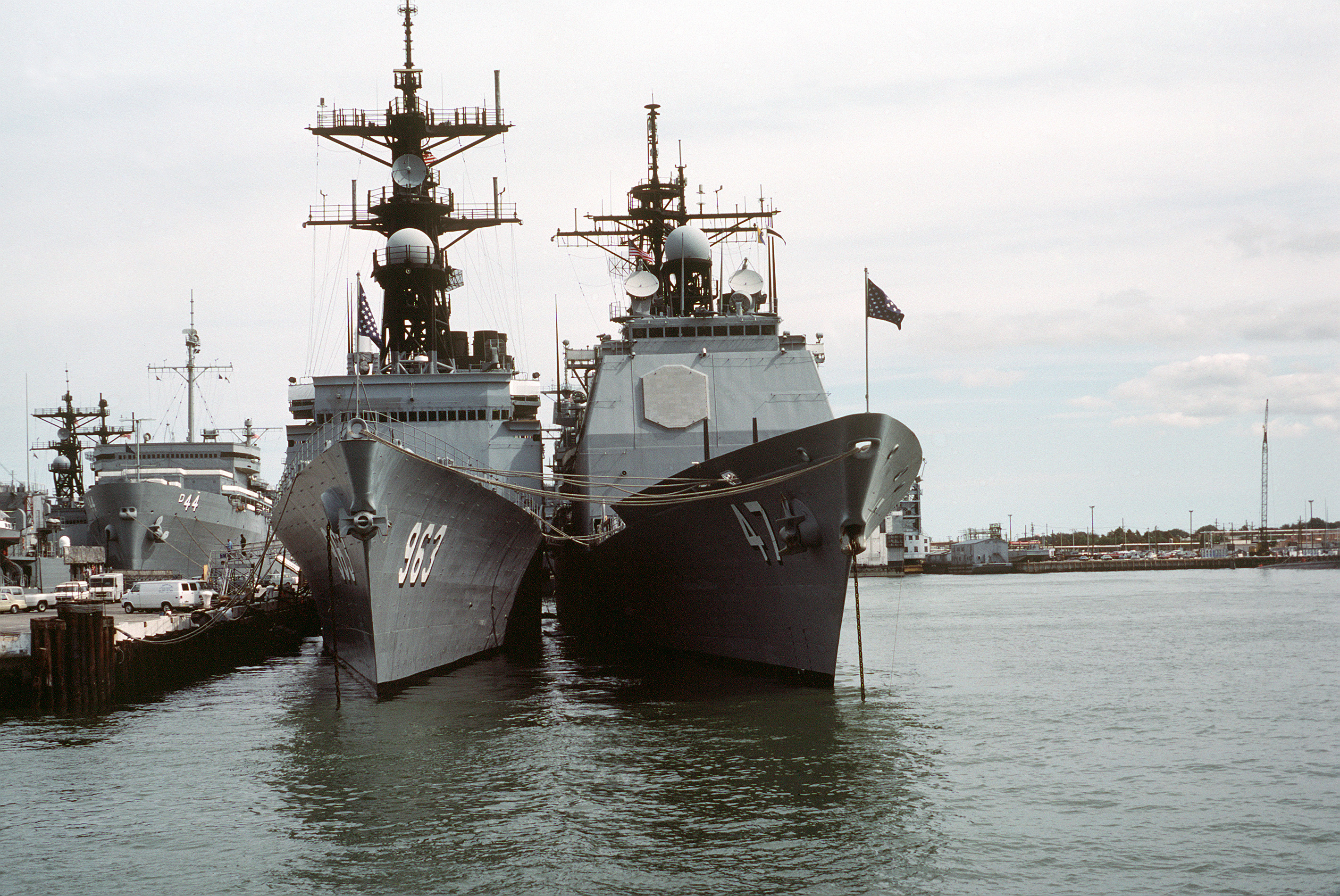
Comparatif entre les classes Spruance (à gauche) et Ticonderoga (à droite)
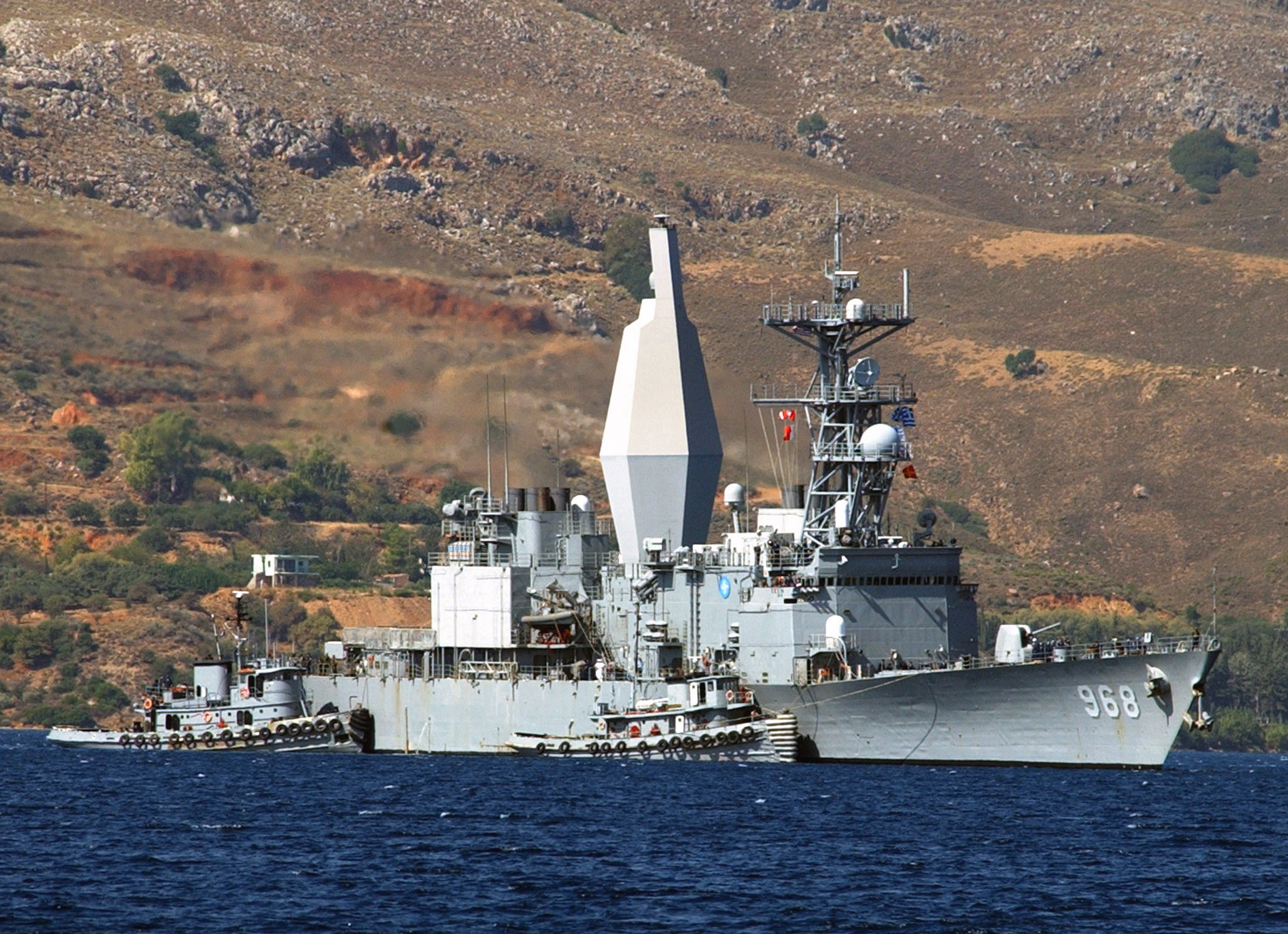
l'Arthur W. Radford avec un mât expérimental
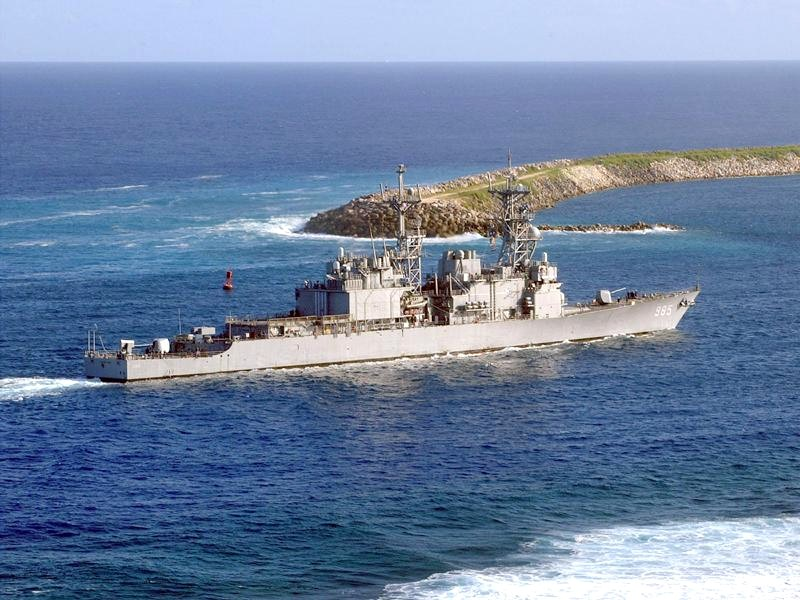
le Cushing avec le système de lancement vertical à l'avant et le lanceur de RAM
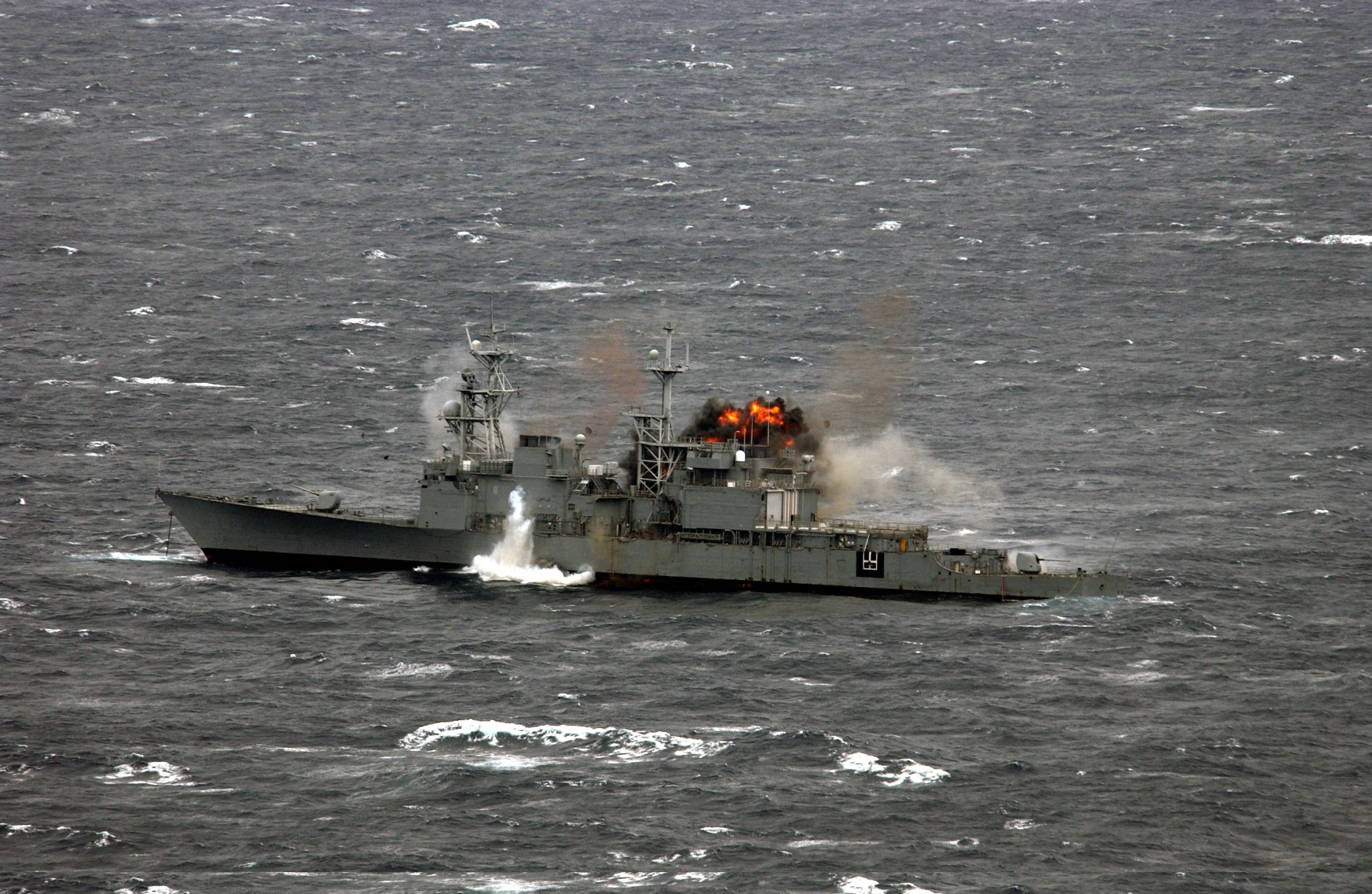
le Hayler, dernier navire de la classe est coulé le 13 novembre 2004